# Ben Weider
Benjamin "Ben" Weider (1 de febrer de 1923 - 17 d'octubre de 2008) va ser el cofundador de la Federació Internacional de Culturisme i Fitness (IFBB), juntament amb el germà de Joe Weider. Era un home de negocis quebequès de Montreal, ben conegut en dues àrees: Culturisme i de la història napoleònica.

## Biografia
Weider va servir en les forces armades canadenques durant la Segona Guerra Mundial.
En el món del culturisme, va fundar i va dirigir una bona forma física i la companyia d'articles esportius que porta el seu nom. Va ser president de la IFBB el 29 d'octubre de 2006, quan va anunciar la seva retirada.
Weider era conegut en el món sobre napoleònica com un ferm defensor de la teoria que Napoleó va ser assassinat per un membre de la seva comitiva durant el seu exili a Santa Helena. És coautor de diversos llibres: Assassinat a Santa Elena i assassinat a Santa Elena Revisited, amb Sten Forshufvud i l'assassinat de Napoleó, amb David Hapgood sobre això. Weider també va fundar la Societat Napoleònica Internacional, dels quals ell era el president, i va escriure nombrosos articles d'aquesta organització.
El 1975 va ser nomenat membre de l'Orde del Canadà i va ser ascendit a oficial el 2006. El 2000, va ser nomenat Cavaller de l'Ordre Nacional del Quebec. El 12 d'octubre de 2000, va rebre la Legió d'Honor francesa, l'honor més alt d'aquest país, que va ser establerta pel mateix Bonaparte. Weider va ser també nominat a 1984 per al Premi Nobel de la Pau, un membre del Saló de la Fama de l'Esport de Quebec, i un comandant de la Venerable Orde de Sant Joan. L'Institut de Napoleó i la Revolució Francesa a la Universitat Estatal de Florida ha creat recentment el President Ben Weider en Estudis Revolucionari. En total, Ben acumulat més de 66 premis i distincions durant la seva vida.
De 1998 a 2005, Ben Weider va ser tinent coronel d'Honor de la 62a (Shawinigan) Regiment d'Artilleria de Campanya, RCA. El 2005, va ser ascendit a coronel honorari d'aquesta unitat militar. L'octubre de 2006, Ben Weider inesperadament es va retirar com a president de la IFBB.
El 2008, va rebre el Lifetime Achievement Award en el 20è aniversari d'Arnold Classic (només la vuitena vegada en la història de la competició que aquest premi s'havien presentat).
Ben té en propietat d'una de les més extenses col·leccions d'objectes de record de Napoleó, un dels barrets bicorne usat per "El Cabito" durant la invasió de Rússia el 1812, dels quals només 12 se sap que hi ha encara avui en dia. Tres setmanes abans de morir, Ben va donar el seu conjunt d'artefactes de valor incalculable napoleòniques, més de 60 peces en total, al Museu de Belles Arts de Montreal, pel que és una de les col·leccions més grans del seu tipus al món. Príncep Charles Napoleó, tatara-tatara-nét del germà petit de Napoleó, Jerome, va ser l'encarregat d'inaugurar el museu la nova galeria permanent el 23 d'octubre.

## Mort
Weider va morir el 17 d'octubre de 2008, en el Jewish General Hospital a Montreal